# 東山町 (板橋區)
東山町（日语：／ Higashiyamachō */?）是東京都板橋區的町名，為不設丁目的單獨町名。
板橋區全域已實施住居表示。

## 地理
位於板橋區南部。東端與南端接石神井川。北鄰南常盤台，東與大谷口北町以石神井川為界，南與小茂根以石神井川為界，西臨東新町。國道254號（川越街道）通過町域北邊，東京都道318號環狀七號線（環七通）南北貫穿町域中央。

## 歷史
廢藩置縣實施前屬武藏國豐島郡上板橋村。

### 沿革
- 1457年（長祿元年）左右：太田道灌開拓川越街道。
- 1639年（寛永16年）：川越城主松平信綱下令整備川越街道為中山道脇往還。
- 1871年（明治4年）：廢藩置縣，編入東京府。實施大區小區制（日语：大区小区制）。
- 1878年（明治11年）：依據郡區町村編制法（日语：郡区町村編制法）設置北豐島郡，為東京府北豐島郡上板橋村。
- 1932年（昭和7年）10月1日：東京府內市郡合併，板橋區成立，為東京府東京市板橋區（舊）上板橋町三、五丁目。（1943年8月1日東京都制施行）
- 1960年（昭和35年）5月1日：地番整理，（舊）上板橋町三、五丁目各一部分合併成立東山町。
- 1964年（昭和39年）：東京都道318號環狀七號線（環七通）開通。

## 交通

### 鐵道
町內無車站，可利用以下路線。
- 東武鐵道
  - 東武東上線：常盤台站（常盤台一丁目、二丁目與南常盤台一丁目）

### 巴士
- 國際興業巴士（日语：国際興業バス）、關東巴士（共同運行）
  - 東山町
    - 赤31：往赤羽站東口、往高圓寺站北口
- 都營巴士
  - 東山町
    - 王78：往王子站、行經高圓寺陸橋往新宿站西口
- 國際興業巴士　
  - 常盤台站入口（ときわ台駅入口）
    - 光02：往池袋站東口、往光丘站

  - 東山町
    - 池55：往池袋站東口、往小茂根五丁目

### 道路
- 國道254號（川越街道）
- 東京都道318號環狀七號線（環七通）

## 設施
- 板橋區立上板橋小學校（日语：板橋区立上板橋小学校）
- 東山公園
- 長命寺

## 備註
1. ↑  住民基本台帳による町丁目別世帯数及び人口表-東京都板橋区
2. ↑  板橋区教育委員会『いたばしの地名』，1995年3月，P127。